# 中国人民解放军陆军鹿寨合同战术训练基地
中国人民解放军陆军鹿寨合同战术训练基地，位于广西壮族自治区柳州市鹿寨县，是隶属中国人民解放军南部战区陆军的训练基地。

## 沿革
2002年，鹿寨训练基地建成，起初隶属广州军区。鹿寨训练基地三分之二的演习区域设在紧邻鹿寨县的象州县境内。
鹿寨训练基地自组建之后，经常用于举办跨区演习。例如2009年，由沈阳军区、兰州军区、济南军区、广州军区参加的“跨越―2009”演习在沈阳军区洮南训练基地、兰州军区青铜峡训练基地、济南军区确山训练基地、广州军区鹿寨训练基地展开，这是中国人民解放军自建军以来举行的第一次大规模跨区实兵检验性演习。
鹿寨训练基地还举办集中培训。例如2011年，全军狙击手骨干集训在鹿寨训练基地举行。
2016年，在深化国防和军队改革中，鹿寨训练基地由中国人民解放军广州军区转隶中国人民解放军南部战区陆军。

## 历任领导
| 司令员 | 政治委员 |